# Tylecodon buchholzianus
Tylecodon buchholzianus ist eine Pflanzenart der Gattung Tylecodon in der Familie der Dickblattgewächse (Crassulaceae).

## Beschreibung
Tylecodon buchholzianus wächst als verzweigter, sukkulenter Zwergstrauch und wird bis 30 Zentimeter hoch. Die aufrechten bis ausgebreiteten oder, an Standorten auf überhängenden Felsen wachsend, hängenden Pflanzen sind manchmal für längere Zeit blattlos, aber trotzdem noch photosynthetisch aktiv. Die ausgebreitete und unregelmäßige Verzweigung wird bis 27 Zentimeter breit. Die graugrünen, spröden und glatten Triebe erreichen an der Basis einen Durchmesser von bis zu 20 Millimeter und verjüngen sich danach auf 3 bis 5 Millimeter. Die graugrüne Rinde ist mit kleinen, grubigen und 1 bis 2 Millimeter breiten Blattnarben besetzt. An älteren Trieben schält sich die Rinde in braunen Flocken ab. Die kurzlebigen Blätter stehen gedrängt und sind aufsteigend bis ausgebreitet angeordnet. Sie sind linealisch-stielrund bis verkehrt eiförmig ausgebildet und werden 5 bis 40 Millimeter lang und 3 bis 5 Millimeter breit. Es werden brakteenartige, pfriemliche Blätter ausgebildet, die rötlich gefärbt sind und bis 1 Millimeter lang werden.

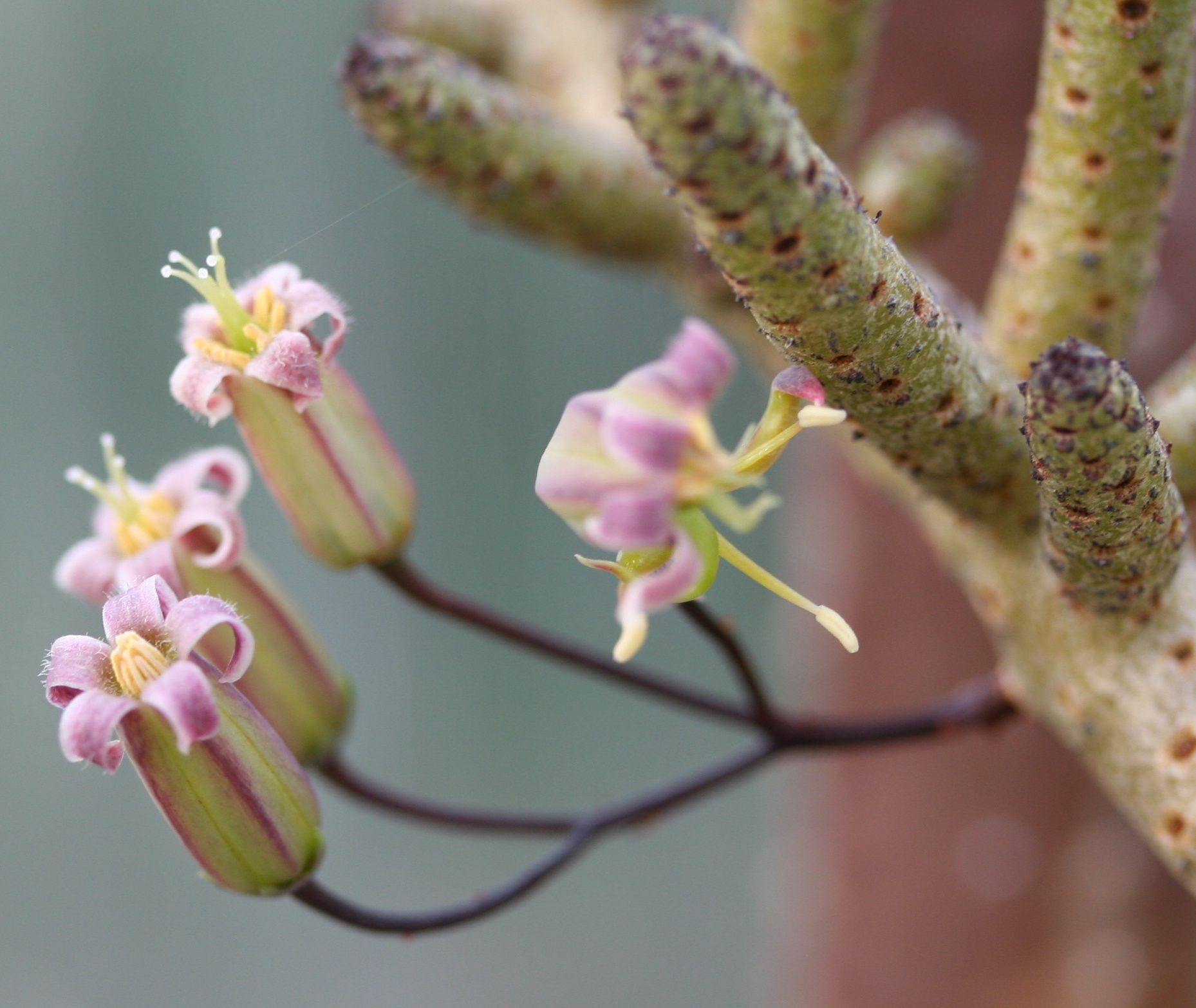
Blütendetail

Der Blütenstand wird durch aufrechte, fast sitzende Thyrsen gebildet, die bis zu 2 Zentimeter lang werden. Diese setzen sich zusammen aus 1 bis 3 Monochasien, die wiederum in 1 bis 3 aufrechten Einzelblüten enden. Die röhrige Blütenkrone ist purpurn bis rotpurpurn gefärbt und wird 10 bis 15 Millimeter lang und bis 4 Millimeter im Durchmesser. Die ausgebreiteten und später zurückgebogenen Zipfel sind auf der Innenseite behaart.

## Systematik und Verbreitung
Tylecodon buchholzianus ist im Süden von Namibia und in der südafrikanischen Provinz Nordkap verbreitet. Die Erstbeschreibung erfolgte 1937 durch Schuldt & Stephan als Cotyledon buchholziana. Helmut Richard Tölken stellte die Art 1978 in die Gattung Tylecodon.
Es werden zwei Unterarten unterschieden:
- Tylecodon buchholzianus subsp. buchholzianus
- Tylecodon buchholzianus subsp. fasciculatus G.Will.; im Winter mit grünlichen Trieben, Blätter werden nicht ausgebildet oder nur 1 bis 2 pro Trieb, die Triebe sind sehr brüchig und nicht ausdauernd